# فرودگاه ماریندوک
فرودگاه ماریندوک (به انگلیسی: Marinduque Airport) (به زبان بومی: Paliparan ng Marinduque) یک فرودگاه همگانی مسافربری با کد یاتا MRQ است که یک باند فرود آسفالت دارد و طول باند آن ۱۴۰۰ متر است. این فرودگاه در کشور فیلیپین قرار دارد و در ارتفاع ۵ متری از سطح دریا واقع شده‌است.